# 스나이퍼 엘리트 (비디오 게임)
스나이퍼 엘리트(Sniper Elite) 는 Rebellion Developments에서 개발하고 MC2 France과 Namco Hometek에서 발행한 3인칭 슈팅 잠입 게임이다.
주인공인 칼 페어번은 독일에서 태어난 미국 OSS 비밀 요원으로 독일의 스나이퍼로 위장한다. 그는 1945년 2차 세계 대전이 끝날 무렵 베를린 전투에 투입되어 소비에트 연방에 넘어가기 전에 독일의 핵 기술을 탈취한다는 목표를 갖고있다.

## 게임 플레이
스나이퍼 엘리트는 은신 및 1인칭 슈팅 게임 요소가 포함된 3인칭 슈팅 게임이다. 은신 측면을 보강하기 위해 플레이어 캐릭터인 칼 페어번의 가시성을 표시하는 위장 지수가 백분율(%)로 측정된다. 칼 페어번은 저격용 소총, 소음기 장착 권총, 기관단총, 경 기관총, 대전차 무기 및 수류탄, 트립 와이어 부비 트랩을 포함하여 2차 세계 대전 시대의 무기를 사용한다.
이 게임의 주요 특징중 하나는 중력, 바람 세기, 호흡과 같은 요인을 포함하는 현실적인 탄도학이다. 저격시 스코프 사용은 1인칭으로 진행되는 반면 다른 모든 무기의 사용은 3 인칭 관점에서 진행된다. 플레이어가 저격에 성공하면 카메라는 총알 주위를 돌면서 슬로우 모션으로 총알 경로를 따른다.

## 줄거리
이 게임의 주인공 칼 페어번은 베틀린에서 독일의 핵 기술을 소비에트 연방에 넘어가기 전에 탈취한다는 목표를 갖고있다. 그는 전쟁이 일어나기 전에 베틀린에서 자라고 미국 육군사관학교에서 공부하였다. 미국이 전쟁에 참가하면서 그가 유년기를 이 도시에서 지냈기 때문에 그에게 이 임무를 맡겼다.
이 도시에는 독일의 저항 세력인 칼, 소비에트 연방 그리고 나치 군대를 돕고자 하는 독일의 저항 세력들이 있다. 나치 당원인 마르틴 보어만은 소련을 물리 치기 위해 브란덴부르크 문에서 NKVD와 만날 계획이므로 칼의 암살 대상 중 하나이다. 나머지 인물들은 조지 S. 패튼을 제외하고는 허구이다.

## Wii 버전
Wii 버전의 게임은 2010년 9월 북미 지역의 Reef Entertainment에서 출시되었다. Wii Remote 및 Wii Zapper와 호환되며 보너스 레벨이 추가되었다. 이 게임은 같은 해 말 유럽에서도 출시되었다.

## 평가
2005년 TIGA 시상식에서 "Best PC / Console Game"상을 수상했다. 2010년 기준 게임랭킹스 점수는 PC 버전의 경우 73.44 %, PlayStation 2의 경우 76.65 %, Xbox의 경우 76.97 %, Wii 버전은 70%이다